# 念仏寺山古墳

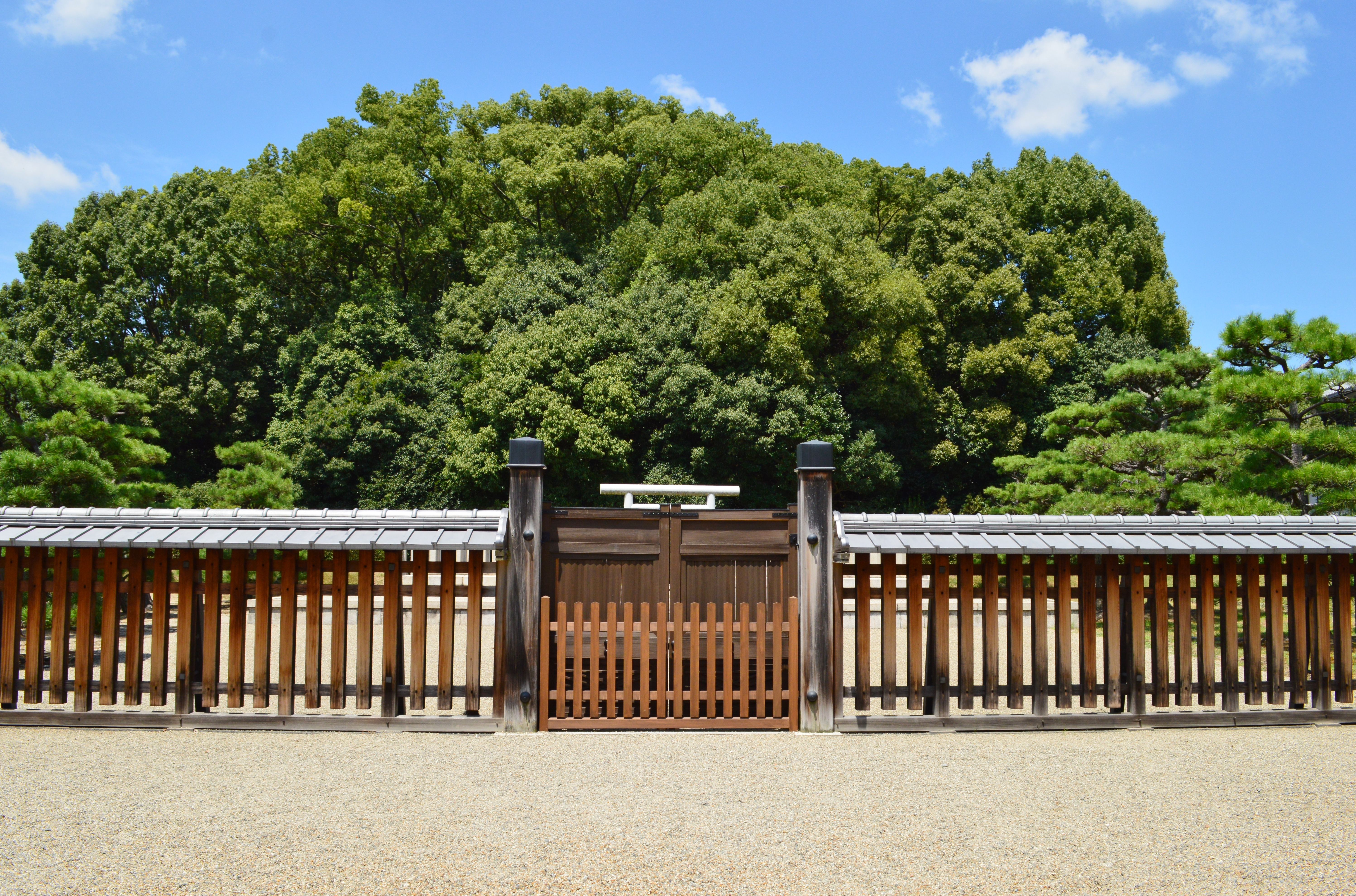
開化天皇春日率川坂上陵 拝所

念仏寺山古墳（ねんぶつじやまこふん）は、奈良県奈良市油阪町字山ノ寺にある古墳。形状は前方後円墳。
実際の被葬者は明らかでないが、宮内庁により「春日率川坂上陵（かすがのいざかわのさかのえのみささぎ）」として第9代開化天皇の陵に治定されている。名称は「弘法山古墳（高坊山古墳）」や「坂上山古墳（さかがみやまこふん）」などとも。

## 概要
奈良市中心部、三条通り・油阪通りの間に位置する大型前方後円墳である。宮内庁により天皇陵に治定されているため、これまでに本格的な調査はなされていない。
墳形は前方後円形で、前方部を南南東方に向ける。古墳域は近世頃には近隣の念仏寺の寺域とされ、念仏寺の墓地として利用された際に墳丘が削られたが、幕末に墓地の移転と陵の修補がなされた。ただし、その陵墓修築で墳丘は大規模な改変を受けたと見られている。現在段築は見られず、後円部・前方部境も不明瞭で、後円部・前方部にかけての墳頂も平坦となっている。埋葬施設は明らかでない。
この念仏寺山古墳は、西側外堤において出土した円筒埴輪片等から、5世紀前半（古墳時代中期）の築造と推定されている。また1975年（昭和50年）や2008年度（平成20年度）の鳥居建替の際には、江戸時代の墓地化に関連した蔵骨器・木棺が出土している。
なお古墳域は、後世に営まれた平城京では左京三条六坊四坪に位置する。平城京造営以前には京域内に広範囲に古墳が分布していたが、平城京造営に際して念仏寺山古墳や宝来山古墳（垂仁天皇陵）のほかは多くが破壊・削平を受けたことが知られ、本古墳はそれら消滅古墳とともに古墳群を形成したものと考えられている。

## 遺跡歴
- 明治期、宮内省（現・宮内庁）により開化天皇の陵に治定。
- 1975年（昭和50年）、鳥居建替工事に伴う立会調査。江戸時代の蔵骨器・木棺などの出土[7]。
- 1976年（昭和51年）、外堤・渡堤工事に伴う事前調査[7]。
- 1988年（昭和63年）、透塀控柱改修工事に伴う立会調査[7]。
- 2002年（平成14年）、進入路設置その他工事に伴う立会調査[7]。
- 2008年度（平成20年度）、鳥居改築工事に伴う立会調査。蔵骨器・木棺・人骨などの出土[7]。

## 墳丘
墳丘の規模は次の通り。
- 墳丘長：約100メートル
- 後円部
  - 直径：約48メートル
  - 高さ：約8メートル
- 前方部
  - 幅：約48メートル
  - 高さ：約6メートル

なお、文久の修陵に伴って墳丘規模は変化したとして、元々の墳丘長を115-120メートル程度と推測する説がある。

## 被葬者
念仏寺山古墳の実際の被葬者は明らかでないが、宮内庁では第9代開化天皇の陵に治定している。開化天皇の陵について、『日本書紀』では「春日率川坂本陵（坂上陵）」、『古事記』では「伊邪河之坂上」の所在とあるほか、『延喜式』諸陵寮では「春日率川坂上陵」として兆域は東西5段・南北5段、在京戸10烟を毎年あてる旨とともに遠陵とされ、これらが本古墳に比定されている。ただし綏靖天皇（第2代）から開化天皇（第9代）までの「欠史八代」と称される8代の天皇は、『日本書紀』『古事記』の諸人物の中でも極めて創作性が強い人物になる（詳細は「欠史八代」を参照）。
なお文久の修陵以前は、後円部墳頂の円丘状の高まり部分のみが開化天皇陵と見なされていたという。